# Thymus vulgaris
Il timo maggiore (Thymus vulgaris Linneo, 1753) è una pianta perenne aromatica appartenente alla famiglia delle Lamiaceae.

## Etimologia
Il nome generico (Thymus) deriva da un antico nome greco usato da Teofrasto (371 a.C. – Atene, 287 a.C.), un filosofo e botanico greco antico, discepolo di Aristotele, autore di due ampi trattati botanici, per una pianta profumata utilizzata come incenso nei sacrifici. L'epiteto specifico (vulgaris) significa "comune".
Il nome scientifico della specie è stato definito da Linneo (1707 – 1778), conosciuto anche come Carl von Linné, biologo e scrittore svedese considerato il padre della moderna classificazione scientifica degli organismi viventi, nella pubblicazione "Species Plantarum - 2: 591. 1753" del 1753.

## Descrizione
Il timo maggiore è un piccolo arbusto, sempreverde e aghifoglie con crescita molto lenta, ed arriva ad una altezza di 10 – 30 cm. La forma biologica è camefita fruticosa (Ch frut), ma sono presenti anche altre forme biologiche come camefita suffruticosa (Ch suffr); sono piante perenni e legnose alla base, con gemme svernanti poste ad un'altezza dal suolo tra i 2 ed i 30 cm (le porzioni erbacee seccano annualmente e rimangono in vita soltanto le parti legnose). All'interno di queste piante sono presenti delle ghiandole essenziali (sono piante aromatiche).

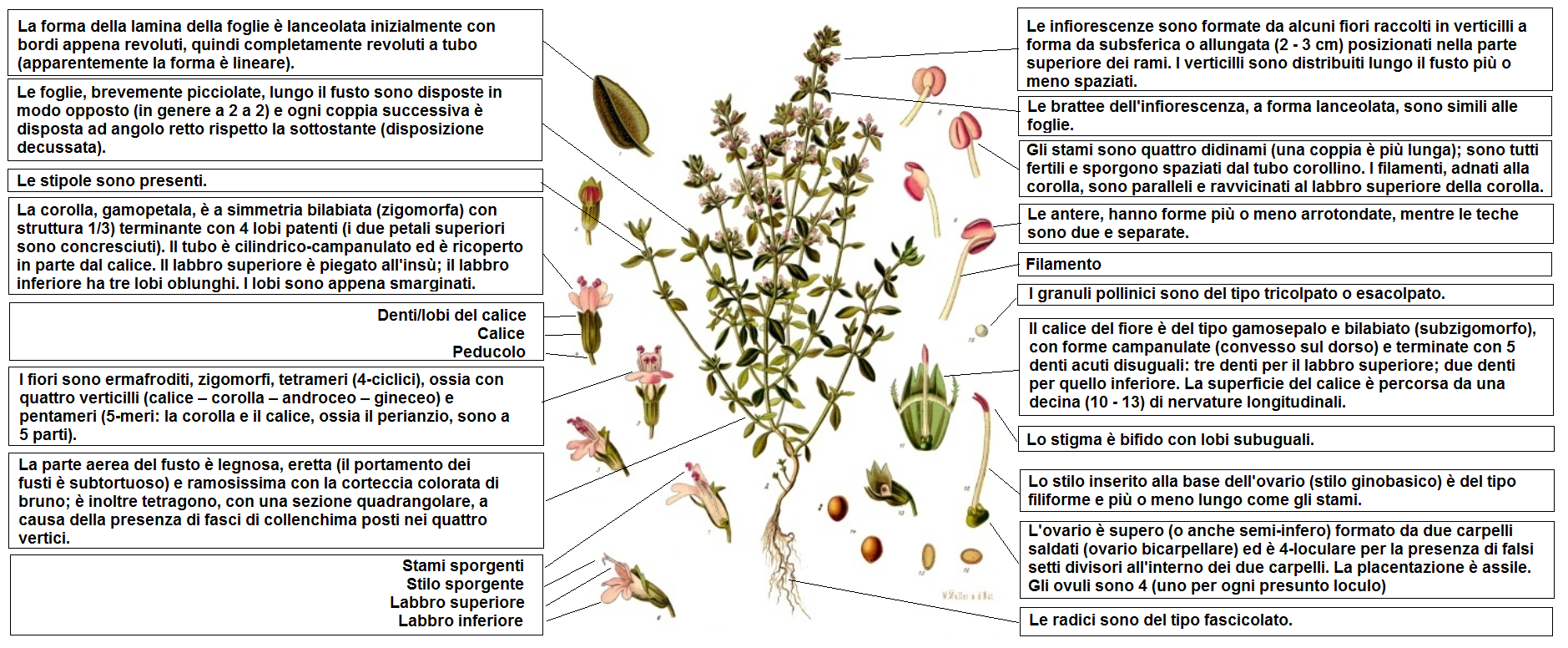
Descrizione delle parti della pianta

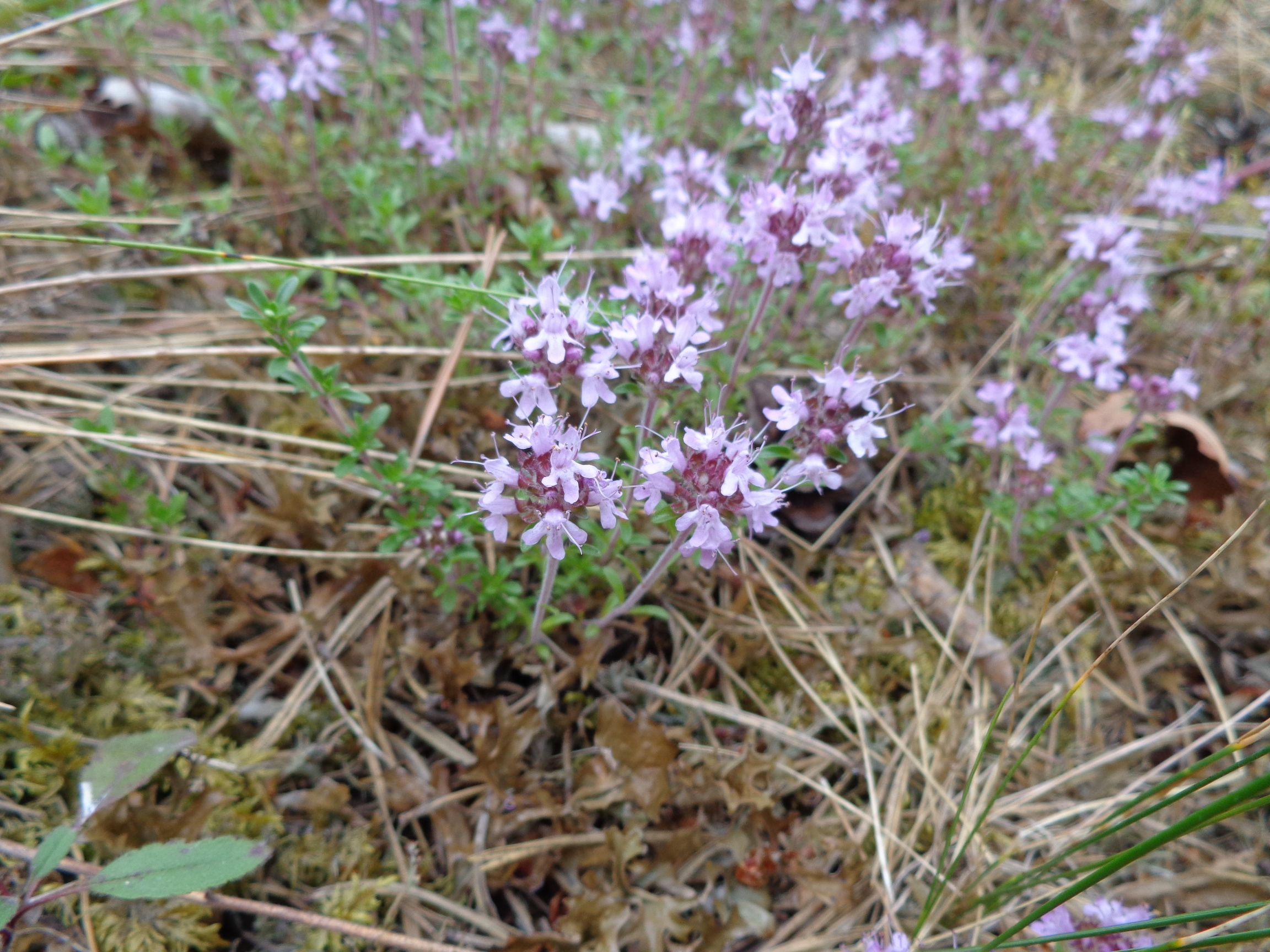
Il portamento

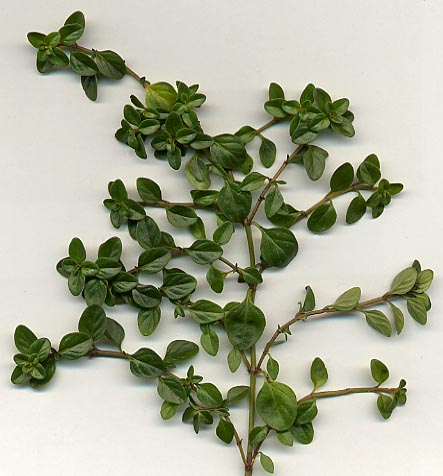
Le foglie

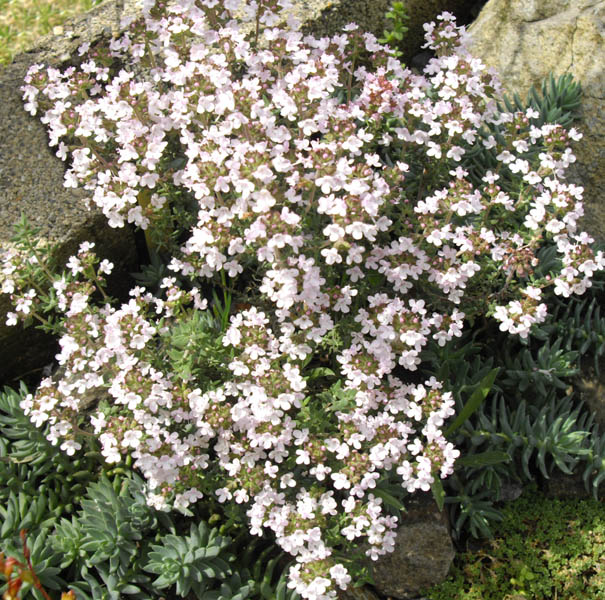
Infiorescenza

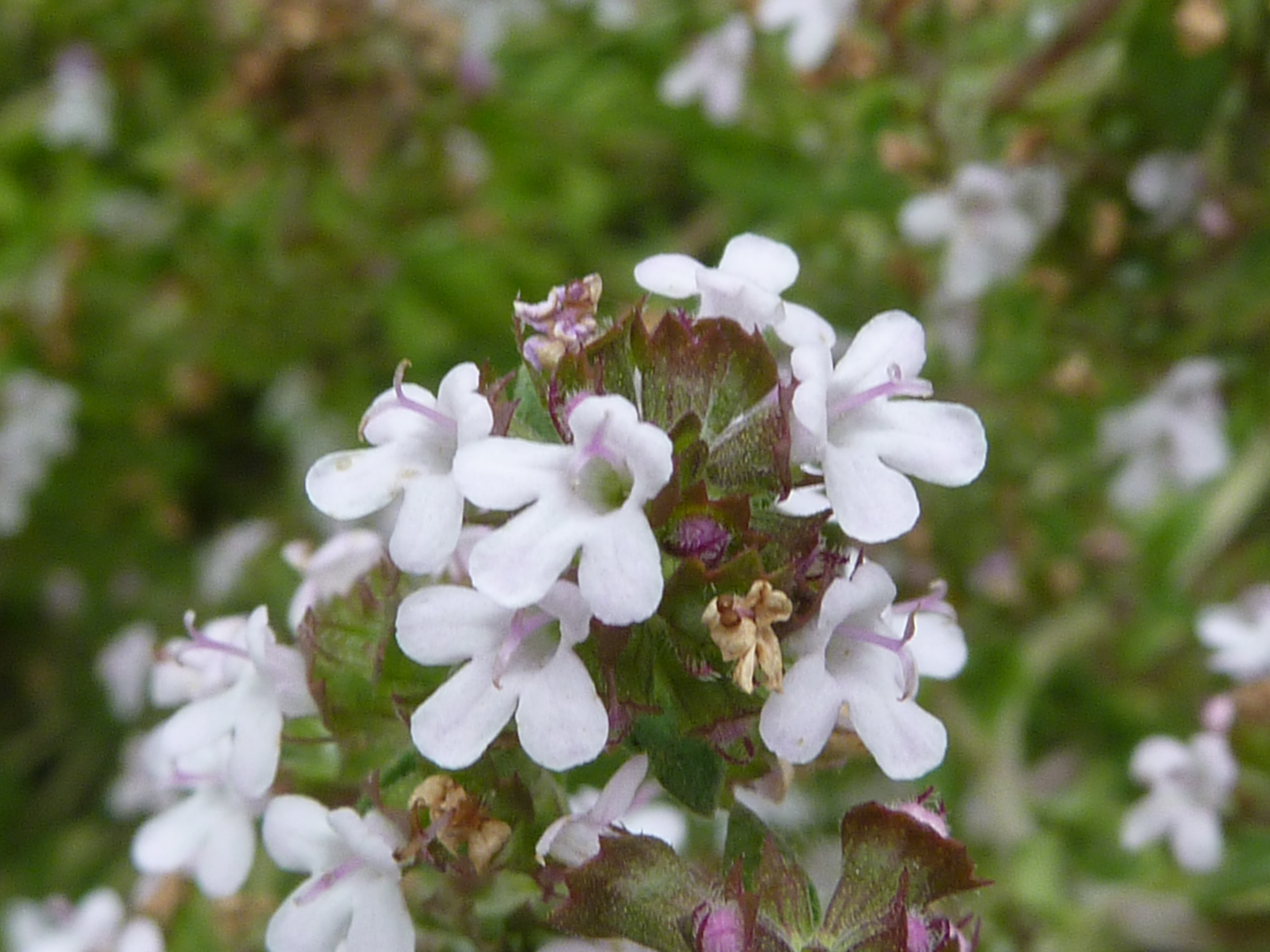
I fiori

### Radici
Le radici sono del tipo fascicolato.

### Fusto
La parte aerea del fusto è legnosa, eretta (il portamento dei fusti è subtortuoso) e ramosissima con la corteccia colorata di bruno. La sezione del fusto è tetragona, quadrangolare, a causa della presenza di fasci di collenchima posti nei quattro vertici.

### Foglie
Le foglie, brevemente picciolate, lungo il fusto sono disposte in modo opposto (in genere a 2 a 2) e ogni coppia successiva è disposta ad angolo retto rispetto alla sottostante (disposizione decussata). La forma della lamina è lanceolata inizialmente con bordi appena revoluti, quindi completamente revoluti a tubo (apparentemente le foglie sono lineari). Le stipole sono presenti. Dimensione delle foglie: larghezza 3 mm; lunghezza 7 – 9 mm.

### Infiorescenza
Le infiorescenze sono formate da alcuni fiori raccolti in verticilli a forma da subsferica a allungata (2 – 3 cm) posizionati nella parte superiore dei rami. I verticilli sono distribuiti lungo il fusto più o meno spaziati. Le brattee dell'infiorescenza, a forma lanceolata, sono simili alle foglie. Dimensione delle brattee: larghezza 2,5 mm; lunghezza 5 mm.

### Fiore
I fiori sono ermafroditi, zigomorfi, tetrameri (4-ciclici), ossia con quattro verticilli (calice – corolla – androceo – gineceo) e pentameri (5-meri: la corolla e il calice, ossia il perianzio, sono a 5 parti). Lunghezza del fiore: 5 – 6 mm.
- Formula fiorale. Per la famiglia di queste piante viene indicata la seguente formula fiorale:

X, K (5), [C (2+3), A 2+2] G (2), supero, 4 nucule
- Calice: il calice del fiore è del tipo gamosepalo e bilabiato (subzigomorfo), con forme campanulate (convesso sul dorso) e terminate con 5 denti acuti disuguali: tre denti per il labbro superiore; due denti per quello inferiore. La superficie del calice è percorsa da una decina (10 - 13) di nervature longitudinali. Lunghezza del calice: 3 – 4 mm.
- Corolla: la corolla, gamopetala, è a simmetria bilabiata (zigomorfa) con struttura 1/3 terminante con 4 lobi patenti (i due petali superiori sono concresciuti). Il tubo è cilindrico-campanulato ed è ricoperto in parte dal calice. Il labbro superiore è piegato all'insù; il labbro inferiore ha tre lobi oblunghi. I lobi sono appena smarginati. Il colore è rosa-biancastro. Lunghezza della corolla: 5 – 6 mm.
- Androceo: gli stami sono quattro (manca il mediano, il quinto) didinami (una coppia è più lunga); sono tutti fertili e sporgono spaziati dal tubo corollino. I filamenti, adnati alla corolla, sono paralleli e ravvicinati al labbro superiore della corolla. Le antere, hanno forme più o meno arrotondate, mentre le teche sono due e separate. I granuli pollinici sono del tipo tricolpato o esacolpato.
- Gineceo: l'ovario è supero (o anche semi-infero) formato da due carpelli saldati (ovario bicarpellare) ed è 4-loculare per la presenza di falsi setti divisori all'interno dei due carpelli. La placentazione è assile. Gli ovuli sono 4 (uno per ogni presunto loculo), hanno un tegumento e sono tenuinucellati (con la nocella, stadio primordiale dell'ovulo, ridotta a poche cellule).[13]. Lo stilo inserito alla base dell'ovario (stilo ginobasico) è del tipo filiforme e più o meno lungo come gli stami. Lo stigma è bifido con lobi subuguali. Il nettario è un disco alla base e intorno all'ovario più sviluppato anteriormente e ricco di nettare.
- Fioritura: da maggio a giugno (ottobre).

### Frutti
Il frutto è uno schizocarpo composto da 4 nucule (tetrachenio) secche, con forme da ovoidi a oblunghe, con superficie liscia e glabra. L'endosperma è scarso o assente.

## Riproduzione
- Impollinazione: l'impollinazione avviene tramite insetti tipo ditteri e imenotteri, raramente lepidotteri (impollinazione entomogama).[9][14]
- Riproduzione: la fecondazione avviene fondamentalmente tramite l'impollinazione dei fiori (vedi sopra).
- Dispersione: i semi cadendo a terra (dopo essere stati trasportati per alcuni metri dal vento – disseminazione anemocora) sono successivamente dispersi soprattutto da insetti tipo formiche (disseminazione mirmecocora).

## Distribuzione e habitat

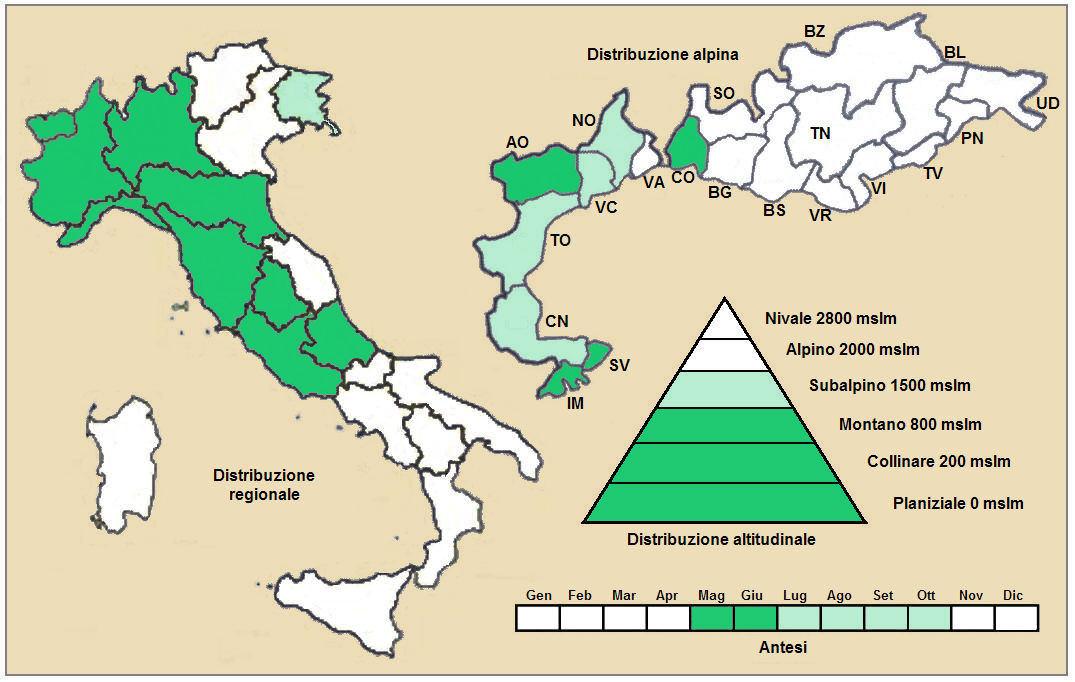
Distribuzione della pianta
(Distribuzione regionale – Distribuzione alpina)

- Geoelemento: il tipo corologico (area di origine) è Steno-mediterraneo Occidentale.
- Distribuzione: in Italia è una specie rara e si trova nel Nord-Ovest e al Centro (versante tirrenico). Nelle Alpi si trova soprattutto nel quadrante occidentale. Fuori dall'Italia, sempre nelle Alpi, questa specie si trova in Francia (dipartimenti di Alpes-de-Haute-Provence, Hautes-Alpes, Alpes-Maritimes, Drôme e Savoia). Sugli altri rilievi europei collegati alle Alpi si trova nel Massiccio Centrale e nei Pirenei.[16] In generale nell'areale del Mediterraneo il Thymus vulgaris si trova nell'Europa occidentale e nel Marocco.[17]
- Habitat: l'habitat tipico per questa pianta sono le garighe e i pendii aridi; ma anche le praterie rase, i prati e i pascoli aridi dal piano collinare a quello montano. In genere predilige terreni leggeri, calcarei, drenanti e soleggiati. Il substrato preferito è calcareo ma anche calcareo/siliceo con pH neutro, bassi valori nutrizionali del terreno che deve essere arido.[16]
- Distribuzione altitudinale: sui rilievi queste piante si possono trovare fino a 1500 m s.l.m.; frequentano quindi i seguenti piani vegetazionali: collinare, montano e in parte quello subalpino (oltre a quello planiziale – a livello del mare).[16]

### Fitosociologia
Dal punto di vista fitosociologico alpino Thymus vulgaris appartiene alla seguente comunità vegetale:
- Formazione: comunità delle lande di arbusti nani e delle torbiere

- Classe: Rosmarinetea

## Tassonomia
La famiglia di appartenenza della specie (Lamiaceae), molto numerosa con circa 250 generi e quasi 7000 specie, ha il principale centro di differenziazione nel bacino del Mediterraneo e sono piante per lo più xerofile (in Brasile sono presenti anche specie arboree). Per la presenza di sostanze aromatiche, molte specie di questa famiglia sono usate in cucina come condimento, in profumeria, liquoreria e farmacia. La famiglia è suddivisa in 7 sottofamiglie: il genere Thymus è descritto nella tribù Mentheae (sottotribù Menthinae) appartenente alla sottofamiglia Nepetoideae.
Il numero cromosomico di T. vulgaris è: 2n = 30.

### Variabilità interspecifica
Il genere Thymus è molto difficile da "trattare" in quanto le varie specie sono molto simili ad un esame superficiale. Solamente dopo una analisi completa del portamento compreso l'apice vegetativo e i rami laterali è possibile identificare un campione. Fondamentalmente si possono trovare tre tipi di portamento:
- (1) "repente": i fusti sono striscianti e radicanti ai nodi e terminano con un apice solamente foglioso (i fiori si trovano solamente sui rami laterali eretti);
- (2) "pseudorepente": come sopra ma tutti gli apici sono fioriferi;
- (3) "suberetto": il fusto è brevemente strisciante e tutti gli apici sono fioriferi.

Importante nell'identificare le varie specie è anche il riconoscimento del carattere dei peli lungo il fusto: tipo, lunghezza e distribuzione. In particolare si riconoscono tre tipi di distribuzione dei peli:
- "olotrica": i peli sono distribuiti tutto intorno al fusto;
- "anfitrica": i peli si trovano solamente sulle facce opposte, alternate ad ogni internodo;
- "goniotrica": i peli sono presenti solamente sugli angoli del fusto.

Anche il tipo di nervatura delle foglie è soggetta a variabilità interspecifica. Si distinguono nervature "forti" quando i nervi sono più sporgenti e colorati diversamente (paglierino) rispetto alla superficie della foglia; e nervature "deboli" per nervi meno rilevanti e colorati più o meno di verde come le foglie.

### Sottospecie
Per la specie di questa voce è riconosciuta come valida la seguente sottospecie:
- Thymus vulgaris subsp. aestivus (Reut. ex Willk.) A.Bolòs & O.Bolòs, 1961 (Basionimo: Thymus aestivus Reut. ex Willk. & Lange) - Distribuzione: Penisola Iberica, Corsica e Baleari.[20]

### Sinonimi
Questa entità ha avuto nel tempo diverse nomenclature. L'elenco seguente indica alcuni tra i sinonimi più frequenti:
- Origanum thymus Kuntze
- Origanum webbianum  (Rouy) Kuntze
- Thymus baeticus var. prostratus  Boiss. ex Lacaita
- Thymus chinensis  K.Koch
- Thymus collinus  Salisb.
- Thymus ilerdensis  González ex Costa
- Thymus sublaxus  Rouy
- Thymus vulgaris var. capitatus  Willk.
- Thymus vulgaris var. latifolius  Sennen
- Thymus vulgaris subsp. palearensis  (O.Bolòs & Vigo) O.Bolòs & Vigo
- Thymus vulgaris var. palearensis  O.Bolòs & Vigo
- Thymus vulgaris var. verticillatus  Willk.
- Thymus webbianus  Rouy
- Thymus webbianus var. prostratus  (Boiss. ex Lacaita) O.Bolòs & Vigo
- Thymus × welwitschii subsp. ilerdensis  (González ex Costa) Nyman
- Thymus zygis subsp. ilerdensis  (González ex Costa) Nyman

Sinonimi della sottospecie aestivus
- Origanum aestivum  (Reut. ex Willk.) Kuntze
- Origanum micromerioides  (Rouy) Kuntze
- Origanum valentinum  (Rouy) Kuntze
- Thymus aestivalis  Kit.
- Thymus aestivus  Reut. ex Willk.
- Thymus aestivus var. barrelieri  (Rouy) Nyman
- Thymus barrelieri  Rouy
- Thymus barrelieri var. longiflorus  Rouy
- Thymus micromerioides  Rouy
- Thymus reuteri var. longiflorus  (Rouy) Willk.
- Thymus valentinus  Rouy
- Thymus vulgaris var. aestivus  (Reut. ex Willk.) Font Quer
- Thymus vulgaris subsp. micromerioides  (Rouy) Cáp

## Usi

### Cucina
Il timo in cucina viene usato come aroma (condimento) o come tè. Si raccolgono i fiori e le foglie che vengono usati per insaporire minestre e carni.
Il timo è pianta mellifera, molto visitata dalle api che ne ricavano un ottimo miele, ma è poco comune perché aree con sufficienti timi sono poche. Era considerato il migliore nella Grecia classica (miele del Monte Imetto).
Le foglie di questa pianta contengono proteine, carboidrati, fibre e vitamine: A (retinolo), B1 (Tiamina), B2 (Riboflavina).

### Altri usi
In estetica può essere utilizzato nell'acqua del pediluvio per ottenere un'azione defaticante e disinfettante.

## Fitoterapia
In medicina viene usato per estrarre il timolo principio attivo usato in farmacologia come fungicida. L'olio essenziale di timo si utilizza contro la tosse e il mal di gola. In particolare secondo la medicina popolare questa pianta ha le seguenti proprietà medicamentose:
- antielmintica (elimina svariati tipi di vermi o elminti parassiti);
- antisettica (proprietà di impedire o rallentare lo sviluppo dei microbi);
- antispasmodica (attenua gli spasmi muscolari, e rilassa anche il sistema nervoso);
- carminativa (favorisce la fuoriuscita dei gas intestinali);
- deodorante: preparazione cosmetica che ha lo scopo di evitare la formazione di sgradevoli odori corporei;
- diaforetica (agevola la traspirazione cutanea);
- disinfettante: disattiva i microrganismi quali, batteri, virus, funghi, protozoi, spore;
- espettorante (favorisce l'espulsione delle secrezioni bronchiali);
- sedativa (calma stati nervosi o dolorosi in eccesso);
- tonica (rafforza l'organismo in generale).

## Altre notizie
Il timo maggiore in altre lingue è chiamato nei seguenti modi:
- (DE)  Garten-Thymian, Echter-Quendel
- (FR)  Thym vulgaire
- (EN)  Common Thyme, Garden Thyme
- (HR)  Majčina dušica, Timijan

## Voci correlate

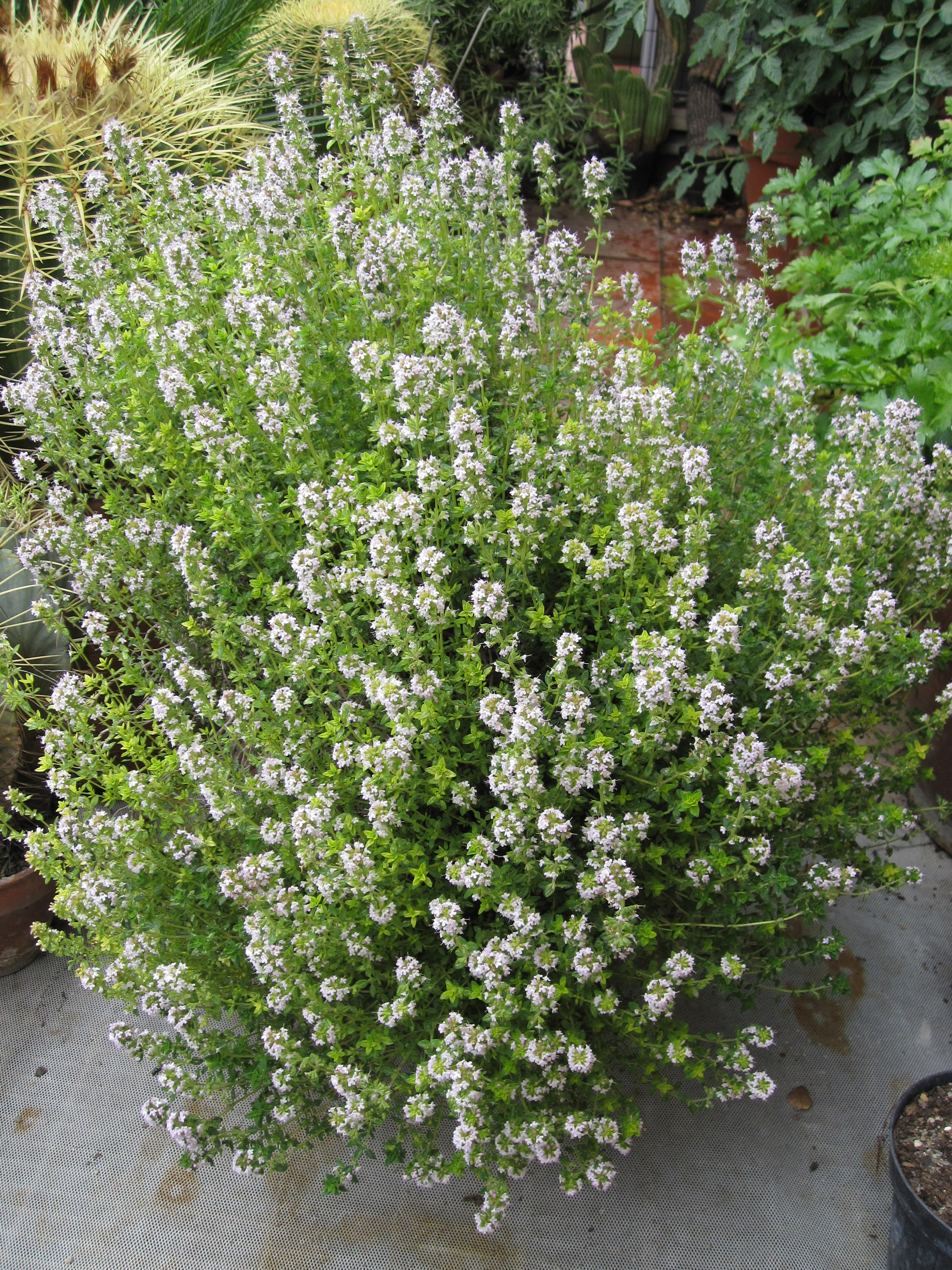
Una pianta in fiore